# Coenonympha sebrica
Coenonympha sebrica är en fjärilsart som beskrevs av Varin 1952. Coenonympha sebrica ingår i släktet Coenonympha och familjen praktfjärilar. Inga underarter finns listade i Catalogue of Life.